# Dale socken, Lusters kommun
Dale socken (norska: Dale sokn) är en församling i Sogns prosteri i Bjørgvins stift inom Norska kyrkan. Församlingen omfattar ett område i den mellersta delen av Lusters kommun i Vestland fylke i västra Norge. Den sträcker sig över Lustrafjorden och omfattar bebyggelse på båda sidor av fjorden.

## Kyrkor
- Dale kyrka